# 回帰不能点
回帰不能点（かいきふのうてん、英: Point of no return）とは、現在の行動進路を継続しなければならない地点であり、引き返すことが危険すぎる、物理的に困難、あるいは禁止されるほど高くつくため、もはや不可能となる地点である。回帰不能点は連続的な行動（航空など）の間に計算される地点となりうる。特定の不可逆的な行動（爆発を起こしたり、契約に署名したりするなど）が回帰不能点となる場合もある。

## 表現の起源と広がり
「回帰不能点」という表現は、航空航法の専門用語として始まり、飛行中の時間や場所において、航空機が出発飛行場に戻るための十分な燃料を持たなくなる時点を指す。回帰不能点の前に重要な決断を下す必要がある場合があり、その地点を過ぎた後にパイロットが心変わりをしても、引き返して飛行することは安全でなくなるためである。また、離陸地点が唯一可能な着陸地点である場合、例えば航空機から航行中の空母へ飛行する場合など、航空機の最大安全範囲に相当することもある。このような条件では、航空機は常に帰還飛行のための十分な燃料を持つ必要があり、「回帰不能点」はパイロットが戻らなければならない地点を表し、それを超えると大惨事のリスクが生じる。
また、航空機が滑走路を走行し、一定の速度に達し、滑走路での墜落や爆発の代わりに離陸しなければならない瞬間（V1速度）を意味することもある。例えば、チャールズ・リンドバーグが1927年にスピリット・オブ・セントルイス号で離陸した際、航空燃料を満載した状態で5,000フィートの泥濘の滑走路から離陸できるかどうかが不確実であった。
大衆文化におけるこの用語の最初の主要な隠喩的使用は、1947年のジョン・P・マーカンドによる小説『Point of No Return』であった。これは1951年にポール・オズボーンによる同名のブロードウェイ演劇にも影響を与えた。この小説と演劇は、ニューヨーク市の銀行家の人生における重要な時期を描いている。物語の中で、主人公は二つの「回帰不能点」の現実に直面する：一つは、大きな昇進を求める彼の挑戦が成功するか、彼のキャリアの行き止まりになるかのどちらかであること、もう一つは、若い頃に捨てた小さな町の生活に二度と戻れないということである。

## 関連表現
類似または関連する意味を持つ表現がいくつかある：
安全帰還地点（F）は、航路上の最後の地点であり、必要な燃料備蓄がまだタンクに残っている状態で出発飛行場に安全に戻ることが可能な地点である。PSR（一次監視レーダー）を過ぎると、航空機は目的地に着陸するか、緊急事態が発生した場合は他の近くの飛行場に迂回して着陸しなければならない。
- 「ある特定の点を超えると、もう戻ることはできない。この点に到達しなければならない」（原文ドイツ語：「Jenseits eines bestimmten Punktes gibt es keine Rückkehr. Dieser Punkt muss erreicht werden.」）。この言葉はフランツ・カフカの著書Betrachtungen über Sünde, Leid, Hoffnung und den wahren Weg（「罪、苦悩、希望、そして真の道についての考察」）に登場する。
- 「ルビコン川を渡る」は、意図的に回帰不能点を通過することの比喩である。この表現は紀元前49年のユリウス・カエサルによる政権掌握に由来する。ローマの将軍たちは、ローマ共和国の本国領であるイタリアに軍隊を連れて入ることを厳しく禁じられていた。1月10日、カエサルはルビコン川を軍隊と共に渡り、キサルピン・ガリア州からイタリアへと入った。これ以降、彼が勝利しなければ、処刑されることになっていた。そのため、「ルビコン」という用語は「回帰不能点」の同義語として使われている。
- 「賽は投げられた」は、カエサルがルビコン川を渡る際に言ったとされる言葉である。この比喩はサイコロを使った賭博に由来する：一度サイコロが投げられると、サイコロが止まる前であっても、すべての賭けは取り消し不能となる。

以下の表現も回帰不能点の考えを表している。
- 「橋を焼く」。この表現は、軍事キャンペーン中に橋を渡った後、橋を焼き落とし、行進を続けるほかに選択肢がなくなるという考えに由来する。比喩的には、代替行動を不可能にすることで、特定の行動方針に身を委ねることを意味する。最も頻繁に使われるのは、何らかの行動に必要な協力を得るために必要な人や機関を意図的に疎外することに関連してである。例えば、「前の仕事の最終日に、会社について本当に思っていることを上司に伝えた。橋を焼いたようなものだ」。

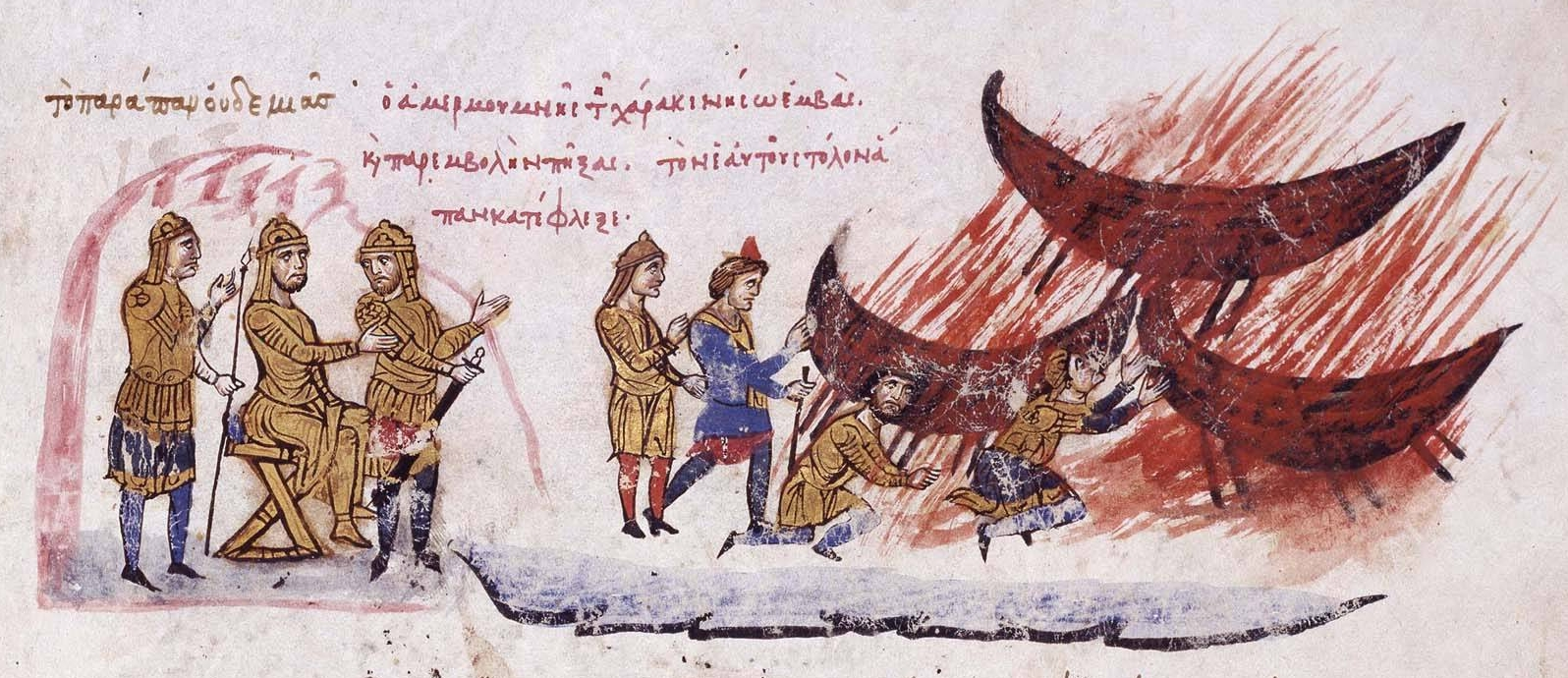
アンダルシア亡命者のアブー・ハフスはクレタ島征服（9世紀）前に部下に船を焼くよう命じた。12世紀のビザンチン写本マドリッド・スキュリツェスからの細密画。

- 「船を焼く」。これは「橋を焼く」の変形であり、指揮官が敵国に上陸した後、部下に船を破壊するよう命じ、国を征服するか殺されるかの選択肢しかないようにした有名な事件を指す。
  - そのような事件の一つは、711年にイスラム教徒の軍がイベリア半島に侵攻した際に起きた。指揮官のターリク・イブン・ズィヤードは船を焼くよう命じた。
  - 別の事件は1519年のスペインによるアステカ帝国征服の際に起きた。スペインの征服者エルナン・コルテスは、部下が征服するか死ぬかの選択肢しかないように、船を沈めた。
  - 三つ目の事件はバウンティ号の反乱者がピトケアン島に到達した後に起きた。
  - 二つの類似した策略が楚漢戦争（紀元前206年-紀元前202年）の間に使用された；これらは中国の慣用句につながっている、以下で詳細に説明する。
  - 別の事件はビルマの歴史（英語版）に記録されている。1538年のタウングー・ハンタワディー戦争（英語版）中のナウンヨーの戦い（英語版）で、キョーティン・ナウラタ将軍（後のバインナウン）率いるタウングー軍は川の向こう側にある優勢なハンタワディー王国軍と対峙した。浮橋（別のバージョンではいかだ）で川を渡った後、バインナウンは橋を破壊するよう命じた。この行動は、戦闘で部隊を前進させ、撤退はないという明確な合図を出すために取られた[1]。
- 「釜を破り、船を沈める（破釜沉舟）」。これは古代中国の諺で、項羽が鉅鹿の戦い（紀元前207年）で出した命令を指す。川を渡り、再び渡る手段をすべて破壊することで、彼は軍隊に秦との最後まで戦うことを約束させ、最終的に勝利を収めた。
- 「背水の陣を敷いて戦う」（背水一戰）。同じ時期からの類似の言葉で、韓信が井陘の戦い（紀元前204年）で出した命令に由来する。
- Fait accompli（英語版）（既成事実。「成し遂げられた行為」、動詞「faire」、する、から）、フランス語起源の用語で、不可逆的な行為、決定済みの取引を意味する。
- 「鐘を鳴らしたものは戻せない」、不可逆的な行為を表す北米英語の表現。
- 生理学：回帰不能点はまた、人間男性が十分に性的に興奮し、その先は必然的に射精が起こる瞬間を指す場合もある。回帰不能点に近づく興奮を認識し維持することは、身体的持久力を高め、幸福な状態を促進することができる。
- 砂に引いた線（英語版） - 一度決定が下されたら覆すことができないことを意味する表現。
- レッドライン（英語版） - 特定の極端な行動が取られた場合、結果が生じることを意味する表現。
- 「矢は弓から放たれた」（"ok yaydan çıktı"）。帰路なき道が選ばれたことを意味するトルコの表現。